# Вест Мансфилд (Охајо)
Вест Мансфилд (енгл. West Mansfield) град је у америчкој савезној држави Охајо.

## Демографија
По попису из 2010. године број становника је 682, што је 18 (-2,6%) становника мање него 2000. године.
| Група             | 2000.       | 2010.       |
| Белци             | 684 (97,7%) | 658 (96,5%) |
| Афроамериканци    | 1 (0,1%)    | 6 (0,9%)    |
| Азијати           | 1 (0,1%)    | 1 (0,1%)    |
| Хиспаноамериканци | 2 (0,3%)    | 1 (0,1%)    |
| Укупно            | 700         | 682         |